# Letture
Letture  (în traducere „Lecturi”) a fost o publicație lunară de studii și recenzii literare fondată la Milano în 1946. A fost publicată până în 2009.

## Istoric
De la fondare până în 1956
În 1945, după sfârșitul celui de-al Doilea Război Mondial, arhiepiscopul de Milano, cardinalul Schuster, a cerut iezuiților de la Centrul San Fedele să reia publicarea „Rivista di Letture”, fondată de preotul milanez Giovanni Casati. Apărut din 1914 până în 1945, revista a publicat recenzii ale cărților noi cu scopul de a ghida alegerile publicului catolic, interesat de o „bună lectură”.
În 1946 preoții Giuseppe Valentini, Cipriano Casella și Achille Colombo au fondat revista. În anii care au urmat li s-au adăugat alți colaboratori, printre care preoții Guido Sommavilla, Alessandro Scurani, Armando Guidetti, Giuseppe Brunetta, Gabriele Casolari și Gaetano Bisol.
Letture era adresată unui public catolic și oferea un ghid de lectură creștină, cu un rezumat al cărților analizate și cu o judecată morală a fiecărui text analizat.
Letture era împărțită în mai multe părți. Ea conținea scurte note biografice ale scriitorilor contemporani, urmate de recenzii împărțite după genul literar, de la narațiunile italiene la cele străine, teatru, literatură, artă, religie, științe, biografii-monografii, documente, reviste.
Caracterul hotărâtor al revistei a fost dat în primii ani de promovarea și apărarea textelor moraliste. A fost „descurajată” citirea multor cărți foarte populare, ca Agostino de Alberto Moravia, Santuario de Faulkner, Il muro de Sartre, Il garofano rosso de Elio Vittorini și altele. Pe de altă parte, revista a avut meritul de a-i populariza publicului catolic pe cei mai cunoscuți scriitori francezi, printre care Léon Bloy și Charles Peguy, Paul Claudel, Julien Green, și Georges Bernanos și François Mauriac.
În anii 1950 revista a devenit un punct de referință pentru preoți și laici, profesori și bibliotecari; a crescut numărul articolelor pe teme generale, ca de exemplu industria editorială, libertatea presei, relația dintre moralitate și literatură.
Din 1957 până în 1993
Din ianuarie 1957 Letture a apărut într-un nou format. Revista a fost lărgită și transformată în „Rassegna critica del libro e dello spettacolo”; au apărut rubrici de critică de film și de critică de teatru. Decizia de a se dedica criticii de teatru și de film s-a dovedit de succes în special în anii 1960, când cinematografia se afla într-o perioadă de avânt, ajungând o temă de interes mai ales în parohii, în cercurile catolice și în grupuri de tineri.
Din 1994 până la închidere
În 1994 Letture a devenit parte a grupului Periodici San Paolo, care a preluat sarcina continuării revistei.
Publicarea revistei a fost suspendată în 2009, cu numărul din luna mai.

## Directori
Gestione dei padri Gesuiti
- Giuseppe Valentini (1946 - 16 noiembrie 1979)
- Alessandro Scurani (1980 - 1994)[6]

Gestione Periodici San Paolo
- don Giusto Truglia (1994 - decembrie 1999)[7]
- don Antonio Rizzolo (ianuarie 2000 - mai 2009)